# Descubrimiento de América

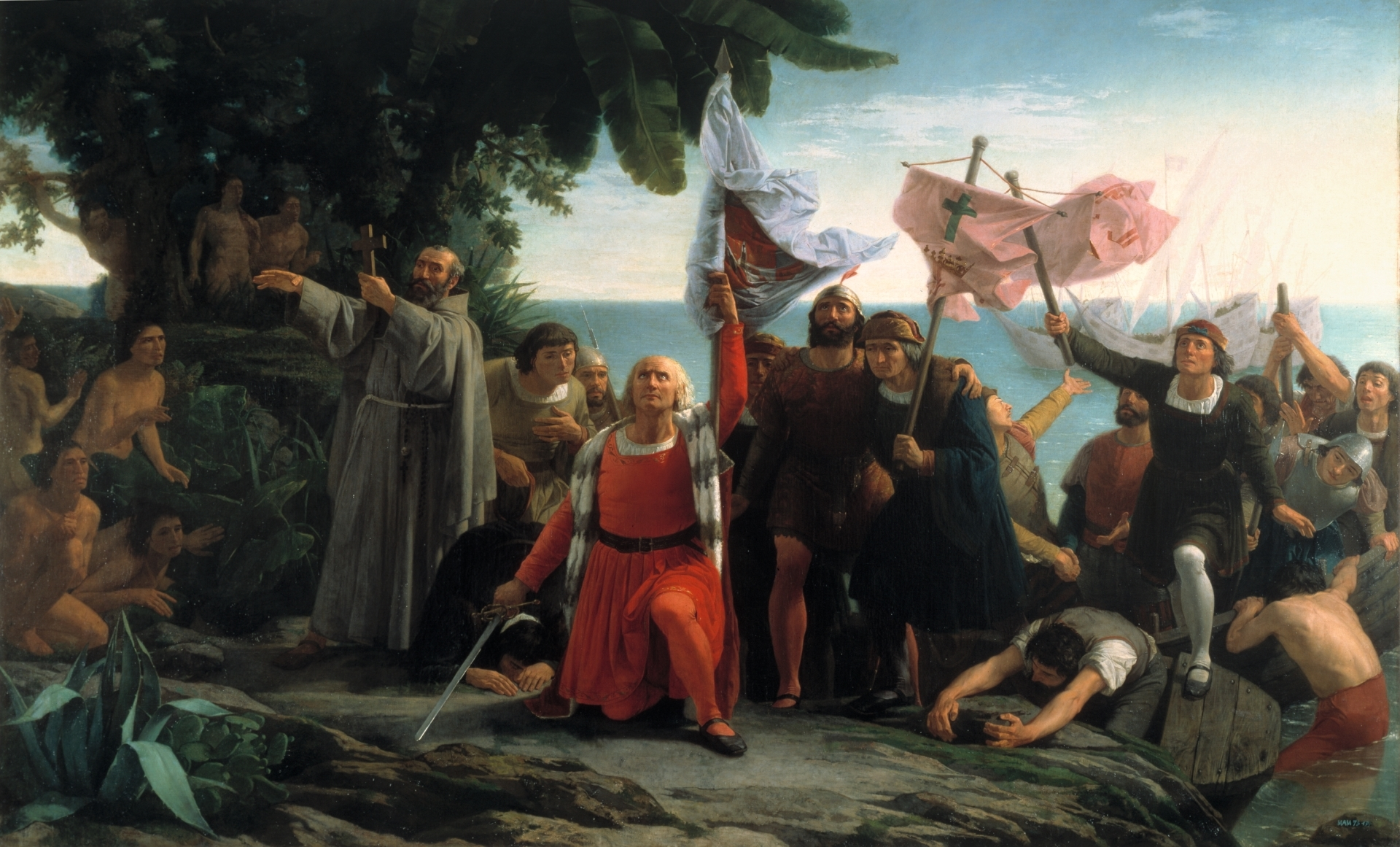
Pintura romántica de la llegada de Cristóbal Colón a América (Dióscoro Puebla, 1862)

Descubrimiento de América es la denominación con la que se conoce el acontecimiento histórico de la llegada a América de una expedición proveniente de Castilla, el 12 de octubre de 1492, comandada por Cristóbal Colón por mandato de los Reyes Católicos, Isabel I de Castilla y Fernando II de Aragón. Este evento inesperado tuvo lugar en el marco del proyecto de circunnavegación del globo terráqueo, cuyo propósito era partir desde España navegando hacia el oeste con destino a Cipango (Japón) y Catay (China), convencidos de la esfericidad de la Tierra.
Colón zarpó del Puerto de Palos en España, el 3 de agosto de 1492 y, tras una travesía de dos meses y nueve días, cruzó el océano Atlántico y llegó a la isla de Guanahaní, en el actual archipiélago de las Bahamas. Creyendo haber alcanzado tierras de Asia, que denominó las Indias, el navegante ignoraba que se encontraba en un continente desconocido para los habitantes de Afroeurasia.
Este evento es considerado uno de los momentos fundamentales de la historia universal, ya que representó el «descubrimiento» de territorios, poblaciones y culturas completamente diferentes entre sí, por el que se pudo  totalizar el mapa del mundo previamente desconocido no solo para los europeos, sino también para los pueblos indígenas de América. Algunos autores han empleado la expresión «encuentro de dos mundos» para describir este evento, destacando el contacto entre dos ramas de los seres humanos que habían evolucionado de manera independiente desde el poblamiento de América inicial.
Varios años después de la llegada de Colón a América, desde su tercer viaje, los españoles se percataron de que el lugar al que habían llegado no era una isla sino tierra firme, y que no estaba conectada al extremo oriental de Asia, genéricamente llamado India, como se esperaba, sino que formaba un continente nuevo. Esta región fue cartografiada, entre otros, por Américo Vespucio, cuyas cartas, interpoladas, fueron recogidas por los eruditos de la Academia de los Vosgos quienes, desde 1507, le dieron el nombre América, tomado del cartógrafo. En los siglos posteriores al descubrimiento del Nuevo Mundo, España, seguida por Portugal, y en menor medida Inglaterra, Francia, Países Bajos, Rusia, Suecia, Dinamarca-Noruega, entre otras potencias europeas, compitieron por la exploración, conquista y colonización del continente americano. También se introdujeron como esclavos a una cantidad estimada en millones de personas desde el África colonial, lo cual llevó a procesos de disolución y anomia de culturas milenarias, así como al surgimiento de nuevas conformaciones étnicas, culturales y políticas.
Existe otro uso controvertido respecto al significado del término «descubrimiento» que alude a la llegada de la expedición de Colón a unas tierras que ya estaban pobladas, y había sido ocupadas por los primeros seres humanos que llegaron al continente hace aproximadamente 14 000 años, y, por otro lado, existen asentamientos vikingos datados en el siglo X y ubicados en la isla de Terranova, en el archipiélago Ártico Canadiense, aunque sin evidencias de contacto con los nativos ni tampoco noticia de este hallazgo en Europa.
El descubrimiento de América tuvo un enorme impacto en el mundo, especialmente a partir de la conquista de América por parte de varios imperios europeos, que establecieron la hegemonía mundial de Occidente. Se introdujo el conocimiento indígena en arte e ingeniería, además de diferentes especies vegetales y animales, como el caballo, especie introducida en el segundo viaje de Cristóbal Colón, y que se encontraba extinto en América desde tiempos remotos.
Existe una clara distinción entre el «acto mismo del descubrimiento», entendido como la serie de viajes que hicieron navegantes españoles que llegaron a América y el encuentro entre culturas, y el posterior proceso histórico conocido como la conquista de América que los europeos realizaron a continuación.

## Antecedentes
Unos años antes del descubrimiento de América, los viajes marítimos portugueses a la India bordeando la costa de África y siguiendo el derrotero hacia el este a través del Océano Índico sirvieron como un estímulo para otros navegantes europeos, que creían que era posible llegar a las regiones de Asia oriental navegando hacia el oeste. Cristóbal Colón defendía la hipótesis de que el diámetro de la Tierra era tan pequeño que se podía alcanzar Asia, navegando desde Europa hacia poniente. En 1492 consiguió el apoyo y el patrocinio económico de los reyes Isabel I y Fernando II de Castilla y Aragón, que le autorizaron a organizar un viaje de exploración que lo condujo a islas y tierra firme desconocidas para ellos, y que hoy conocemos como América...

## Los cuatro viajes de Colón
Cristóbal Colón, en representación de los Reyes Católicos de Castilla y Aragón, reinos españoles, realizó cuatro famosos viajes desde Europa a América en 1492, 1493, 1498 y 1502. En el primero de ellos llegó a América el 12 de octubre de 1492, a una isla de las Bahamas llamada Guanahani, bautizada por la expedición como San Salvador, también llamada actualmente como Isla Watling.

Los viajes de Colón

A partir del segundo viaje de Colón, descubrimientos, conquista militar, e invasión progresaron conjuntamente. Durante los veinte años que separan 1499 de 1519, cuando empezó la empresa de Fernando de Magallanes, tuvieron lugar los llamados «viajes de descubrimiento y rescate» «viajes menores» o «viajes andaluces», capitulados por la Corona española con empresarios privados quebrando el discutido monopolio colombino. En el primero de estos participó Américo Vespucio, a quien se ha atribuido ser el primer europeo en proponer que las tierras a las que Colón había llegado no eran en realidad parte de Asia, sino de un continente desconocido para los europeos y de cuyo nombre de pila deriva el nombre de «América».

### Primer viaje

La Niña, la Pinta y la Santa María
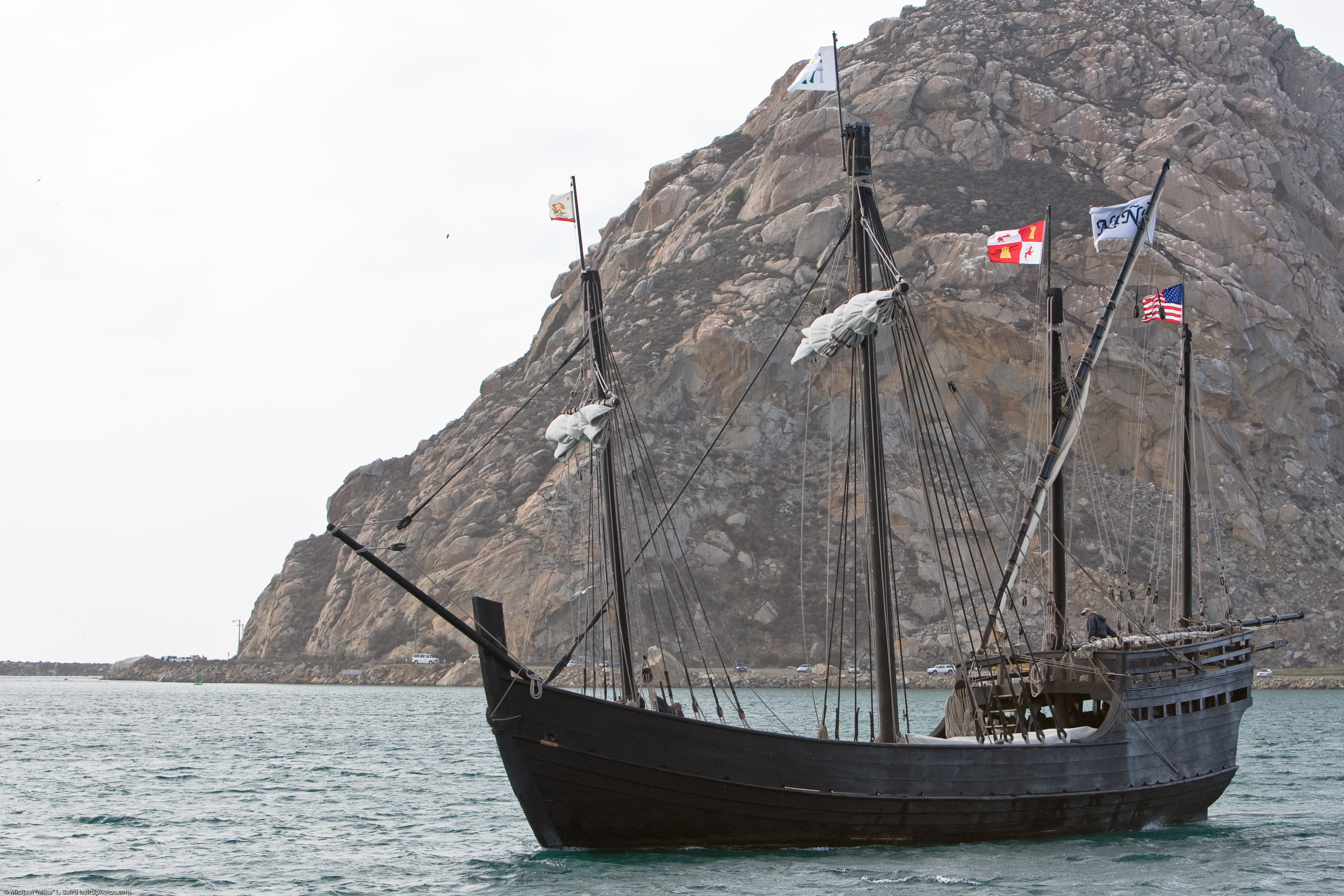
Una réplica conjetural de La Niña
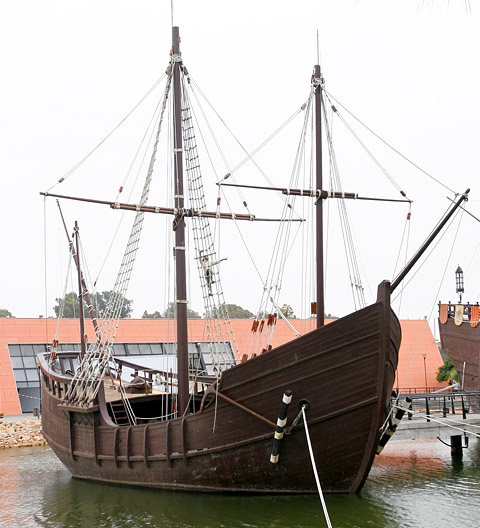
Una réplica conjetural de La Pinta
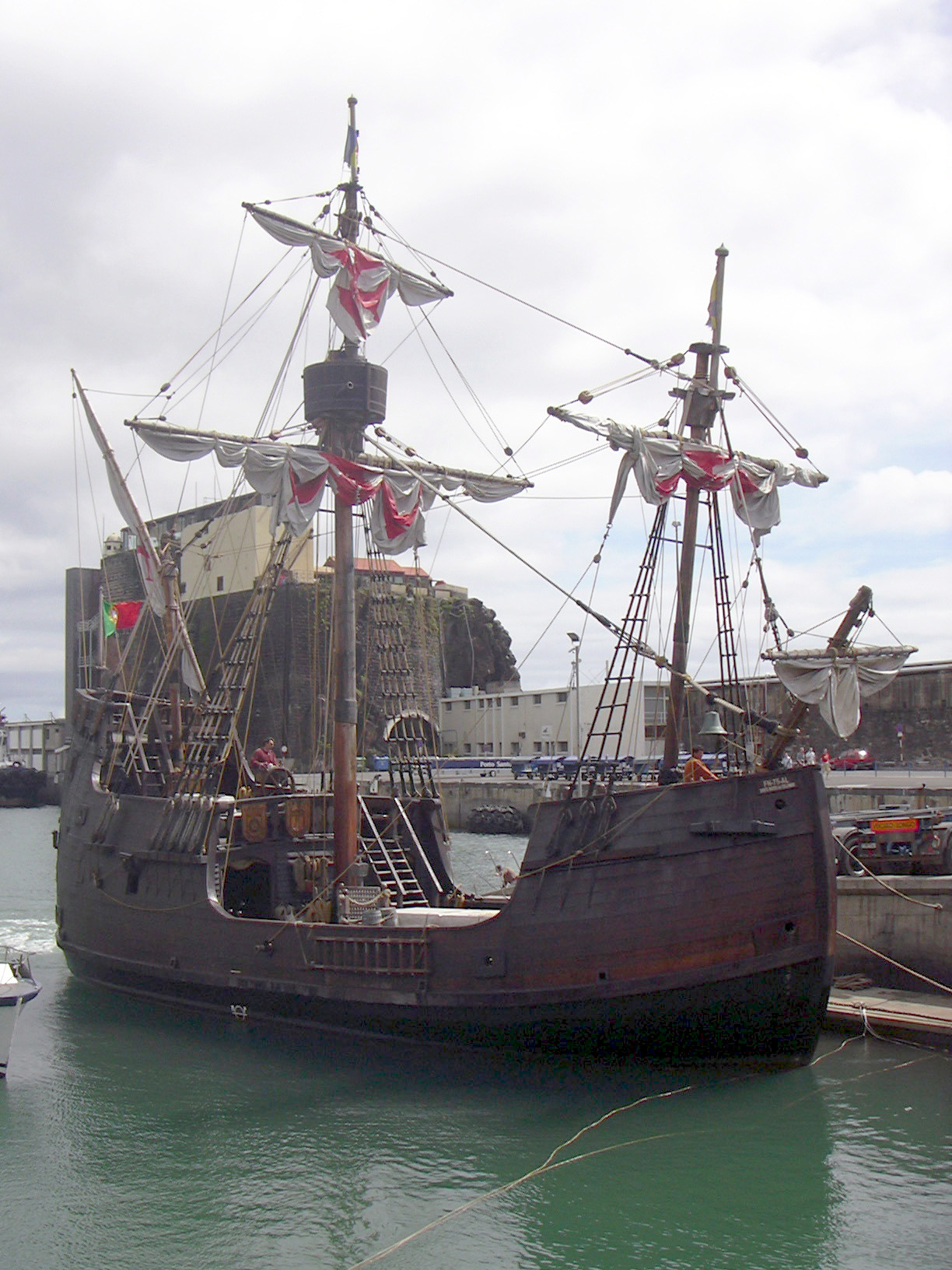
Una réplica conjetural de La Santa María

En su primer viaje (1492-1493) Colón llegó a varias islas del Caribe: Guanahaní (a la que bautizaron como San Salvador), Cuba (Juana) y Santo Domingo (La Española). En La Española chocó su mejor barco, la Santa María, y con su madera se construyó un fortín llamado La Navidad. Colón regresó a España en la carabela La Niña.
Los Reyes Católicos, particularmente la reina Isabel I de Castilla, decidieron financiar a Cristóbal Colón en su proyecto de llegar a Asia por el oeste, atravesando la mar océana. El 17 de abril de 1492, Colón firmó con los reyes las Capitulaciones de Santa Fe, documentos por los cuales se autorizó, sin financiar, la expedición de Cristóbal Colón a las Indias por el mar hacia occidente. Además se le concedieron a Colón una serie de prebendas y títulos, entre ellos: Almirante, Gobernador, Virrey y el 10 % de las riquezas. También se firmaron varias provisiones y cédulas para que ayudasen a Colón en aquellas villas y puertos de mar a las que se dirigía. Una provisión fue dirigida a la villa de Palos de la Frontera por una sanción impuesta a algunos de los vecinos de esta villa.

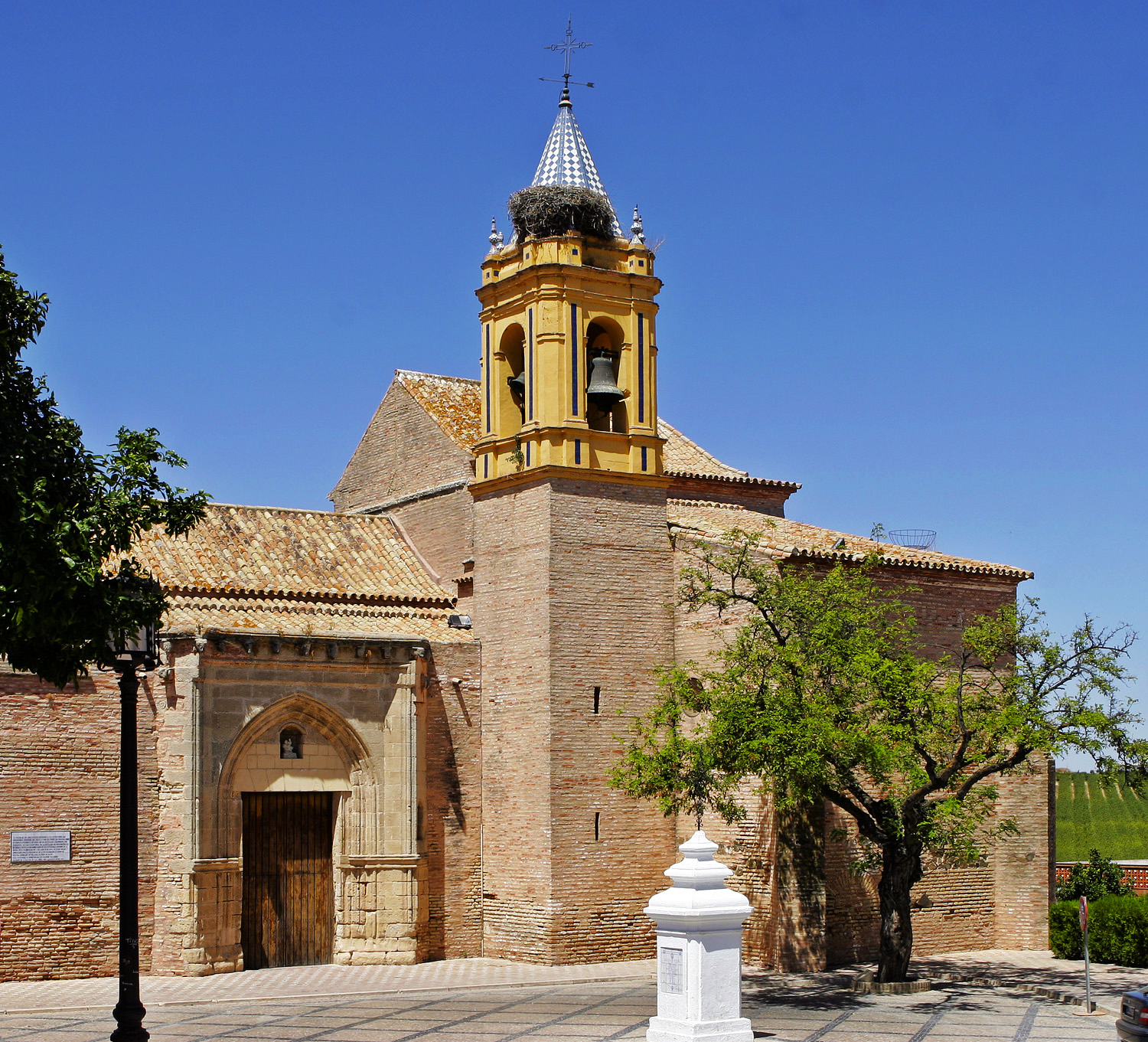
Iglesia de San Jorge Mártir de Palos de la Frontera.

El 23 de mayo de 1492, a las puertas de la iglesia de San Jorge de Palos de la Frontera, en presencia de Cristóbal Colón, fray Juan Pérez y las autoridades locales, se dio lectura a la Real Provisión, firmada por los Reyes Católicos, en la que se ordenaba a ciertos vecinos de la villa palerma poner a disposición de Colón dos carabelas totalmente armadas y aparejadas.

Real Provisión de los Reyes Católicos
DIRIGIDA A CIERTOS VECINOS DE PALOS PARA QUE ENTREGUEN A CRISTÓBAL COLÓN DOS CARABELAS
Granada, 30 de Abril de 1492.
Vien sabedes como por algunas cosas fechas e cometidas por vosotros en desserbicio nuestro, por los del nuestro Consejo fuistes condenados a que fuésedes obligados a nos servir dos meses con dos carabelas armadas a vuestras propias costas e espensas cada e quando e doquier que por nos vos fuese mandado so ciertas penas, segund que todo más largamente en la dicha sentencia que contra vosotros fue dada se contiene. E agora, por quanto nos avemos mandado a Christoval Colón que vaya con tres carabelas de armada, como nuestro capitán de las dichas tres carabelas, para ciertas partes de la mar océana sobre algunas cosas que cunplen a nuestro servicio e nos queremos que llebe consigo las dichas dos carabelas con que asy nos aveis de servir...
Archivo General de Indias. Signatura: PATRONATO, 295, N.3.

Los vecinos a los que es referida dicha provisión contestarían:

... que estaban presto de la cumplir en todo y por todo segund sus Altezas lo mandan...
Parte trasera de la Real Provisión.

pero la marinería de la zona, que no era obligada por la real provisión, no estaba dispuesta a formar parte de la expedición con un desconocido, como lo era Colón para aquellos hombres. Independientemente de la mayor o menor credibilidad de las ideas colombinas, los hombres de Palos nunca secundarían al genovés a no ser que le acompañara algún navegante respetado en la villa. Con la oposición de los vecinos y de los marineros, Colón recurrió a una de las provisiones expedidas por los monarcas en la que se le concedió permiso para reclutar marineros entre los encarcelados, aunque finalmente esto no fue necesario.
Así mismo, hizo uso de otra real provisión, genérica, dirigida a las villas de las costas andaluzas:

... las cibdades e villas e logares de la costa de la mar de Andalucía como de todos los nros. reynos e Señorios (...) Sabedes que nos habemos mandado a Christobal Colon que con tres carabelas vaya a ciertas partes de la mar oceana como nro. capitán (...) por ende nos vos mandamos a todos e a cada uno de vos en vros. logares e jurisdicciones que cada quel dicho Christobal Colon hobiere menester...
Archivo General de Indias. Signatura: PATRONATO, 295, N.4.

Con esta provisión embargó dos barcos en Moguer, en presencia del escribano moguereño Alonso Pardo, embarcaciones que más tarde serían desechadas. En Palos de la Frontera también realizó embargo de navíos Colón usando la citada provisión, según testimonio de Hernández Colmenero y, según parece, también lo intentó en la cercana villa de Huelva por lo que se desprende del testimonio de Pedro Ortiz. Pero seguía sin conseguir enrolar a la tripulación necesaria para la empresa. Los monarcas emitieron entonces, el 20 de junio en Guadalupe, un poder dirigido a la villa de Palos y una comisión a la villa de Moguer para que cumplieran las reales provisiones anteriores, la dirigida a la villa de Palos, y la genérica que usó Colón en Moguer.
En estas circunstancias, y gracias a la ayuda de los franciscanos del monasterio de La Rábida y a Pero Vázquez de la Frontera, viejo y respetado marino de la zona, Colón conoció a Martín Alonso Pinzón, rico armador y líder natural de la zona gracias a sus muchas navegaciones tanto por el Océano Atlántico como por el Mar Mediterráneo, y por los que había amasado fortuna y fama. Además de los ánimos y la influencia de estas amistades, al mayor de los hermanos Pinzón le habría convencido también la propuesta que, según el testimonio de Alonso Gallego en los Pleitos colombinos, Colón le hizo a Martín Alonso:

Señor Martín Alonso Pinçón, vamos a este viage que, si salimos con él y Dios nos descubre tierras, yo os prometo por la Corona Real de partir con vos como un hermano.

Sea como fuere Martín Alonso desde aquel momento comenzó una enérgica campaña en favor de la empresa. Aportó de su hacienda personal medio millón de maravedís, la tercera parte de los gastos en metálico de la empresa. y convence a sus hermanos, Francisco y Vicente, y a los Hermanos Niño, destacada familia marinera de Moguer, y con los cuales se consigue animar y enrolar a toda la marinería necesaria para la empresa, hombres de Palos, del vecino Moguer, de Huelva, del resto de la comarca e incluso de fuera de Andalucía. Marinería que ahora sí se arriesgaba a aquella navegación, ya que el hecho de que Martín Alonso Pinzón, con sus hermanos y los Hermanos Niño, estuvieran a la cabeza de dicha armada, era una garantía para los hombres de la zona del Tinto-Odiel. Gracias a esto el día 23 de junio se abrió la tabla de enrolamiento pacíficamente en Palos de la Frontera y se alistó libremente la marinería necesaria. Es probable qué, tal como afirma el padre Ortega en su obra, no diera tiempo a que en tres días llegase la ejecutoria de los monarcas, -el poder y la comisión dirigidas a Palos y a la vecina Moguer-, debido a la distancia a recorrer desde Guadalupe hasta Palos de la Frontera, lo cual, debido ya a los acontecimientos ocurridos, las haría innecesarias.

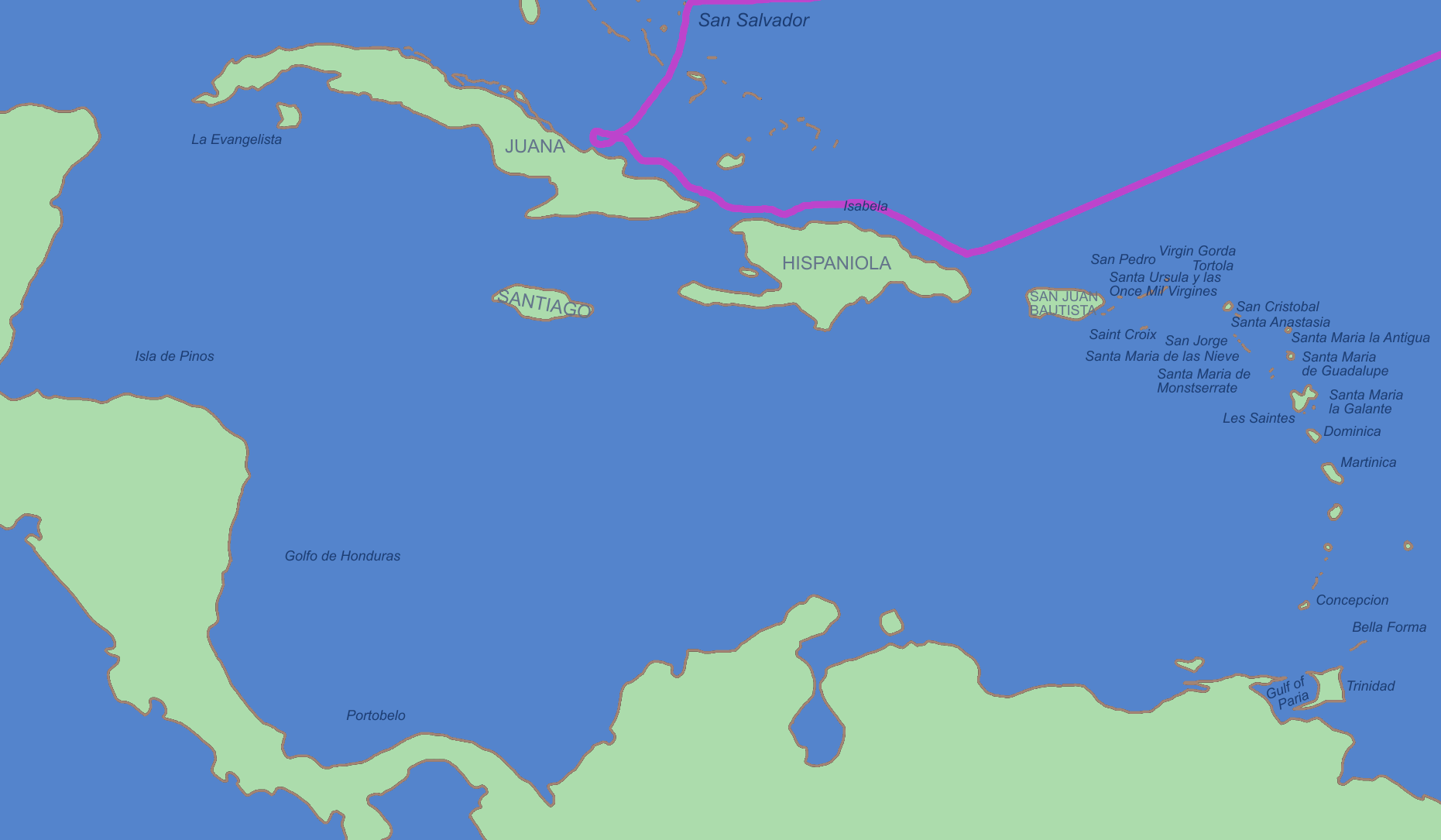
Primer viaje.

Ultimados los preparativos la expedición partió del Puerto de Palos, el 3 de agosto de 1492. La escuadra colombina estaba formada por las carabelas Pinta, Niña y la nao Santa María. La Pinta y La Niña fueron elegidas por los hermanos Pinzón y costeadas por el concejo de Palos, en cumplimiento de la citada real provisión. La tripulación estaba formada por unos 90 hombres aproximadamente.
La expedición se dirigió hacia las islas Canarias, donde Colón visitó a Beatriz de Bobadilla, gobernadora de La Gomera, y además en la Gran Canaria hizo reparaciones en la Pinta en el timón y en las velas. Finalizadas las reparaciones, desde la isla de La Gomera continuó su travesía del Atlántico el 6 de septiembre.

#### La llegada a América

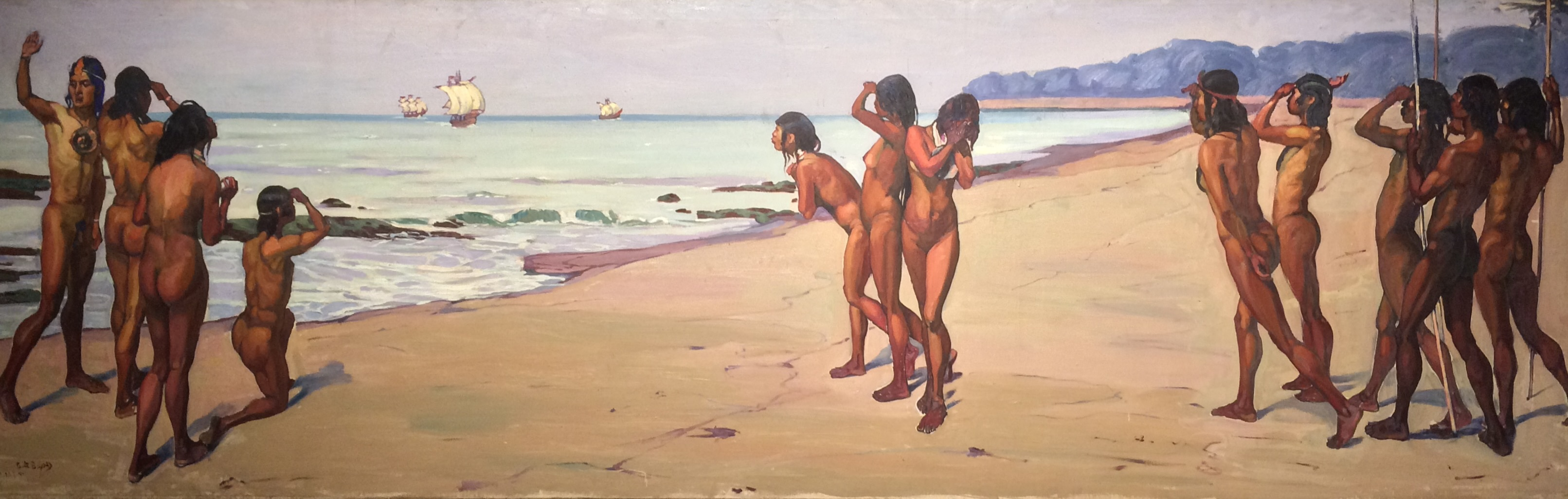
Llegada a América (1923), óleo sobre lienzo de Camilo Egas

El viaje de Cristóbal Colón no resultó fácil para nadie, de hecho hubo conatos de amotinamiento, pero gracias a la presencia y las dotes de mando de Martín Alonso Pinzón se consiguieron resolver estas situaciones. Cuando ya se habían agotado todos los cálculos y previsiones realizadas por Colón, se oyó desde La Pinta el famoso grito de Rodrigo de Triana «¡Tierra a la vista!», dos horas después de la medianoche del 12 de octubre.
El resumen del Diario de Colón cuenta del siguiente modo el momento de la llegada a la isla de Guanahaní:

Jueves 11 de octubre: A las dos horas después de media noche pareció la tierra de la cual estarían dos leguas amainaron todas las velas, y quedaron con el treo, que es la vela grande sin bonetas, y pusiéronse a la corda, temporizando hasta el día viernes, que llegaron a una islita de los Lucayos, que se llamaba en lengua de indios Guanahaní. Luego vinieron gente desnuda, y el Almirante salió a tierra en la barca armada, y Martín Alonso Pinzón y Vicente Yáñez, su hermano, que era capitán de la Niña. Sacó el Almirante la bandera real y los capitanes con dos banderas de la Cruz Verde, que llevaba el Almirante en todos los navíos por seña, con una F y una Y: encima de cada letra su corona, una de un cabo de la cruz y otra de otro. Puestos en tierra vieron árboles muy verdes y aguas muchas y frutas de diversas maneras. El Almirante llamó a los dos capitanes y a los demás que saltaron en tierra, y a Rodrigo de Escobedo, escribano de toda la Armada, y a Rodrigo Sánchez de Segovia, y dijo que le diesen por fe y testimonio cómo él por ante todos tomaba, como de hecho tomó, posesión de la dicha isla por el Rey y por la Reina sus señores, haciendo las protestaciones que se requerían, como más largo se contiene en los testimonios que allí se hicieron por escrito. Luego se ajuntó allí mucha gente de la isla.

La isla estaba habitada por el pueblo lucayo o taíno. El texto arriba citado, señala la primera oportunidad en la que los europeos utilizaron el término «indios» para denominar generalizadamente a los pobladores de América, palabra que deriva del error que cometieron al pensar que la isla Guanahaní se encontraba en la zona oriental del continente asiático, que los europeos de entonces confundían con India. En el diario de a bordo, Colón dejó escrita su primera impresión sobre los nativos que hallaron:

Jueves 11 de octubre: Esto que se sigue son palabras formales del Almirante, en su libro de su primera navegación y descubrimiento de estas Indias. «Yo -dice él-, porque nos tuviesen mucha amistad, porque conocí que era gente que mejor se libraría y convertiría a nuestra Santa Fe con amor que no por fuerza, les di a algunos de ellos unos bonetes colorados y unas cuentas de vidrio que se ponían al pescuezo, y otras cosas muchas de poco valor, con que hubieron mucho placer y quedaron tanto nuestros que era maravilla. Los cuales después venían a las barcas de los navíos adonde nos estábamos, nadando, y nos traían papagayos e hilo de algodón en ovillos y azagayas y otras cosas muchas, y nos las trocaban por otras cosas que nos les dábamos, como cuentecillas de vidrio y cascabeles. En fin, todo tomaban y daban de aquello que tenían de buena voluntad. Mas me pareció que era gente muy pobre de todo. Ellos andan todos desnudos como su madre los parió, y también las mujeres, aunque no vi más de una harto moza. Y todos los que yo vi eran todos mancebos, que ninguno vi de edad de más de treinta años: muy bien hechos, de muy hermosos cuerpos y muy buenas caras: los cabellos gruesos casi como sedas de cola de caballo, y cortos: los cabellos traen por encima de las cejas, salvo unos pocos detrás que traen largos, que jamás cortan. De ellos se pintan de prieto, y ellos son de la color de los canarios ni negros ni blancos, y de ellos se pintan de blanco, y de ellos de colorado, y de ellos de lo que hallan, y de ellos se pintan las caras, y de ellos todo el cuerpo, y de ellos solos los ojos, y de ellos solo el nariz. Ellos no traen armas ni las conocen, porque les mostré espadas y las tomaban por el filo y se cortaban con ignorancia. No tienen algún hierro: sus azagayas son unas varas sin hierro, y algunas de ellas tienen al cabo un diente de pez, y otras de otras cosas.

Los taínos habían organizado una sociedad agraria, relativamente avanzada, basada en el cultivo del maíz, la mandioca y el algodón, incluyendo otros importantes cultivos como el maní (cacahuete), la pimienta, la piña, la batata y el tabaco. El propio Colón relató en su diario que cultivaban calabazas y algodón y que poseían casas y «huertas de árboles».

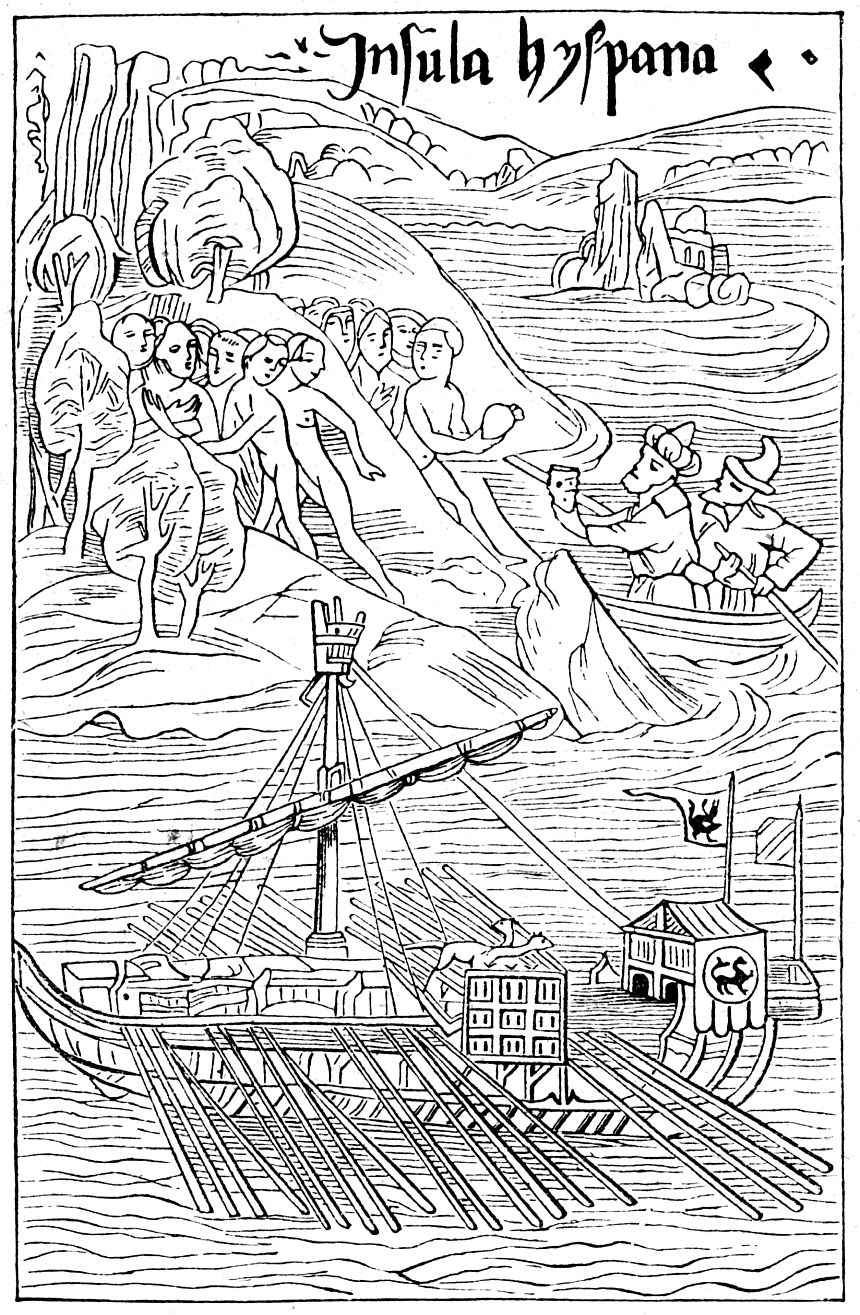
Colón desembarca en Guanahaní.

Taínos y españoles intercambiaron productos pacíficamente, pero aquellos no tenían posesiones de oro, principal producto que buscaban los españoles. Al día siguiente el Diario comentaba:

Sábado 13 de octubre: Yo estaba atento y trabajaba de saber si avía oro y vide que algunos de ellos traían un pedaçuelo colgado en un agujero que tienen en la nariz. Y por señas pude entender que yendo al Sur o Bolviendo la isla por el Sur, que estaba allí un rey que tenía grandes vasos de ello, y tenía muy mucho.

Sin embargo, a pesar de la buena relación entre taínos y españoles, Colón ya pensaba en Guanahaní, en la posibilidad de esclavizarlos:

Domingo 14 de octubre: puédenlos todos llevar a Castilla o tenellos en la misma isla captivos, porque con cincuenta hombres los ternán a todos sojuzgados y los harán hazer lo que quisieren.

La expedición de Colón arribó después a la isla de Cuba, bautizada con el nombre de Juana, y posteriormente a La Española. El 25 de diciembre encalló la carabela Santa María y con sus restos mandó construir el Fuerte de La Navidad, en el que dejó una pequeña guarnición.
El 15 de enero de 1493 Colón tomó la decisión de partir, y el 16 las carabelas Pinta y Niña abandonaron La Española con rumbo a España. Colón, al mando de la expedición en La Niña, llevaba varios objetos recogidos en la expedición, y además le acompañaban 10 indios, dos de ellos hijos del cacique Guacanagari.
El 14 de febrero de 1493, en el tornaviaje, se cruzaron con una fuerte tempestad que estuvo a punto de hacer naufragar las embarcaciones. En tan difícil trance, Cristóbal Colón realizó el Voto colombino. Los temporales habían separado a las dos carabelas. Martín Alonso Pinzón con La Pinta consiguió arribar al puerto de Bayona y, el 15 de marzo, regresó al puerto de Palos. El capitán de La Pinta desembarcó gravemente enfermo y falleció alrededor del 31 de marzo en La Rábida.
Colón se vio obligado a atracar con La Niña, primero en las islas Azores, donde Colón es arrestado y liberado posteriormente para, a causa de otro temporal, terminar atracando en Lisboa el 4 de marzo. Luego regresó al puerto de Palos el 15 de marzo y, días después, -según es creencia popular- se encaminaría a Moguer a cumplir el voto que había realizado. Posteriormente se dirigió a Barcelona para informar a los Reyes Católicos de su descubrimiento.

### Segundo viaje

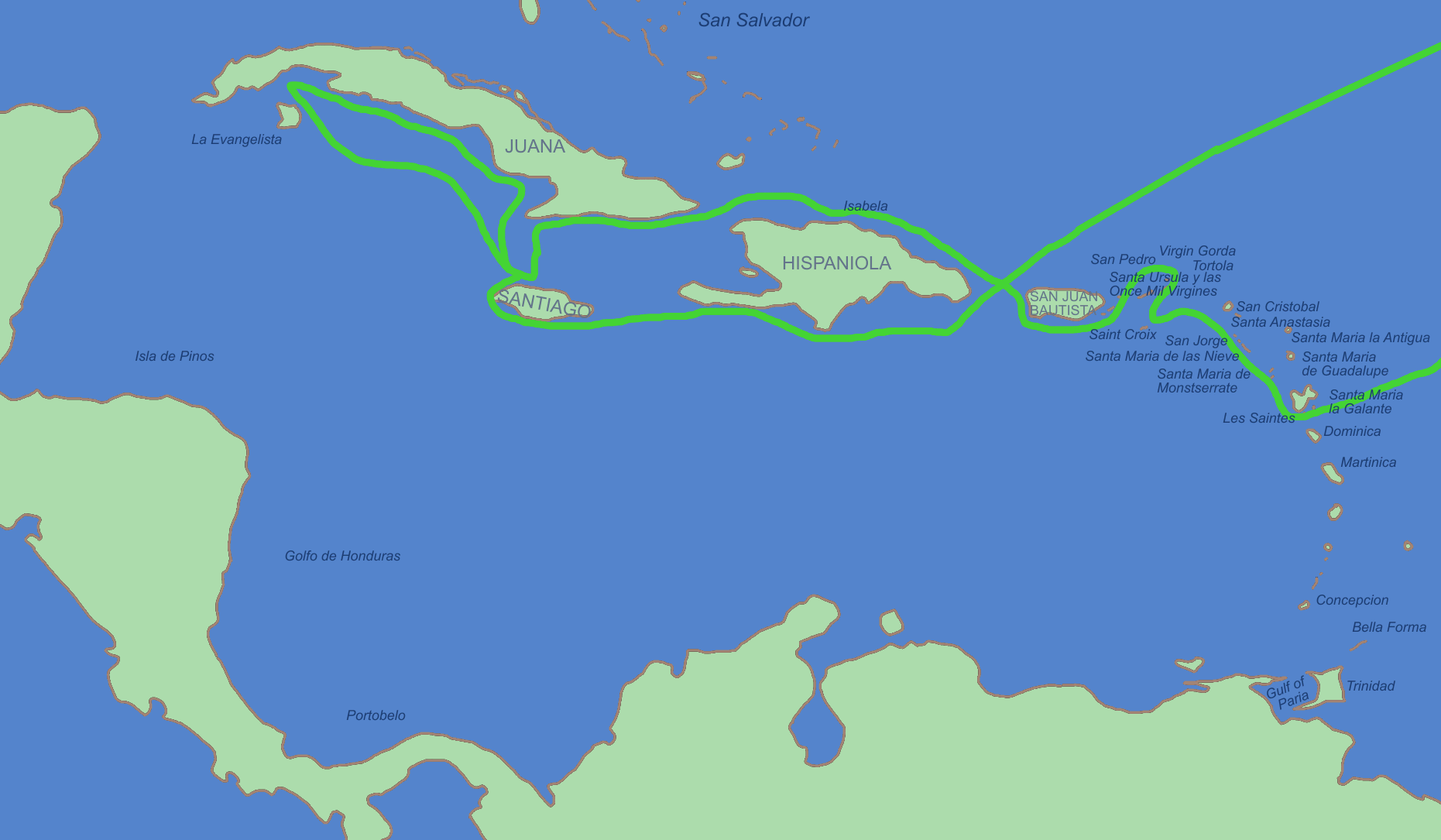
Segundo viaje

El segundo viaje de Cristóbal Colón zarpó de Cádiz el 24 de septiembre de 1493. La expedición tenía como finalidad asentar la presencia española en los territorios descubiertos y encontrar el camino hacia India y Catay. La primera isla a que arribó fue La Deseada, el 3 de noviembre; después descubrió Puerto Rico y llegó a La Española, donde encontró destruido el Fuerte de La Navidad por una ofensiva del cacique Caribe Caonabo. En la misma isla fundó la Villa Isabela, el 6 de enero de 1494.
En su segundo viaje (1493-1496) Colón descubrió las Pequeñas Antillas (Dominica y Guadalupe), pasó por Puerto Rico (San Juan Bautista) y llegó a La Española donde encontró el fortín La Navidad destruido. Muy cerca, fundó su primera ciudad a la que bautizó como La Isabela. Después exploró Cuba y navegando al sur descubrió Jamaica (Santiago).
Continuó su viaje de exploración y recorrió las costas de Juana (Cuba) y Santiago (Jamaica). A fines de 1494 o principios de 1495 se dirigió hacia el sur.
Los escritos de este viaje registraron algunas situaciones de violencia sexual contra mujeres indígenas, como la que relató uno de los hombres de su tripulación.
Tras este viaje se dedicó a consolidar el dominio sobre La Española. En 1496 regresó a España, llegando a Cádiz el 11 de junio.

### Tercer viaje

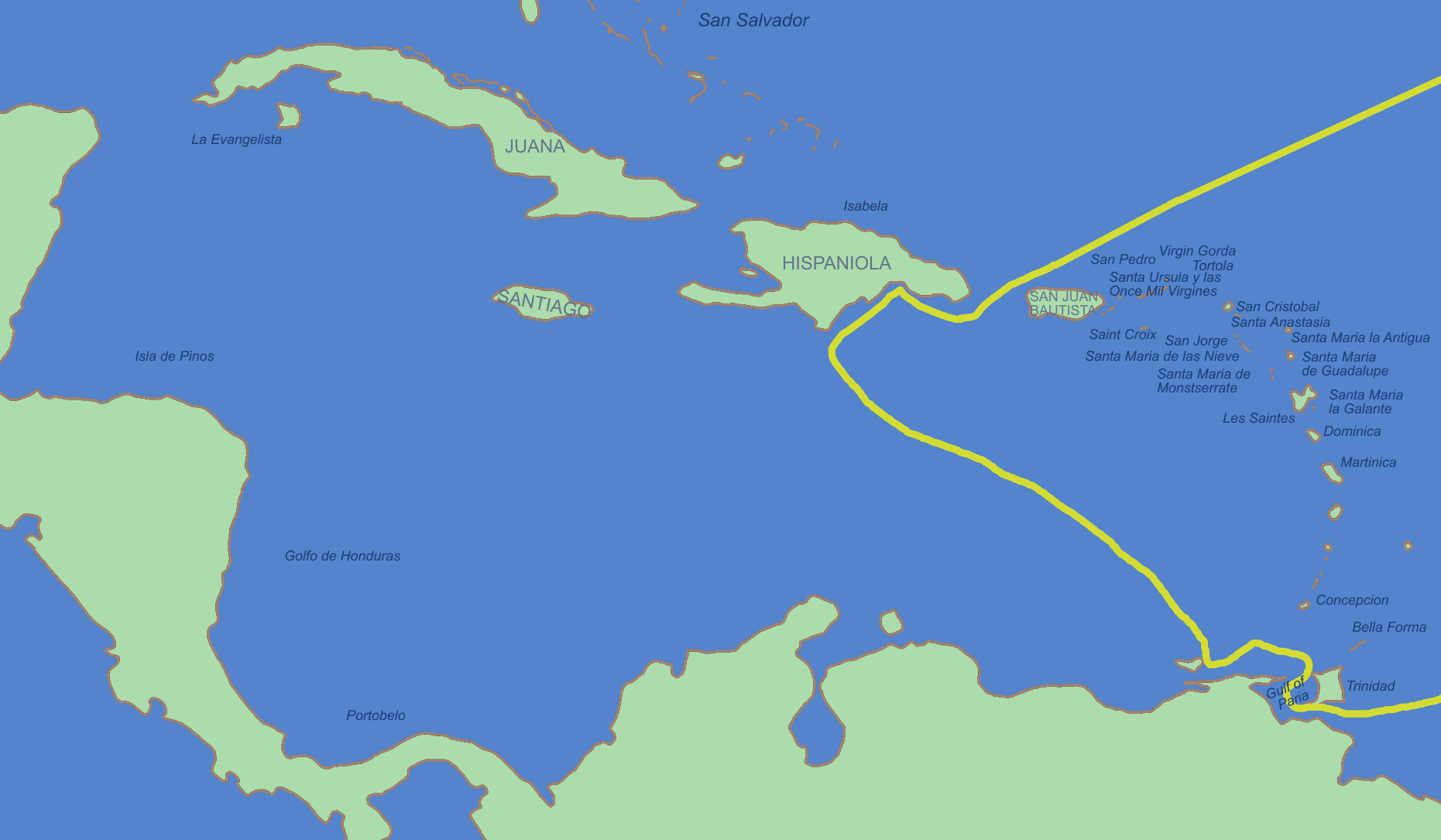
Tercer viaje

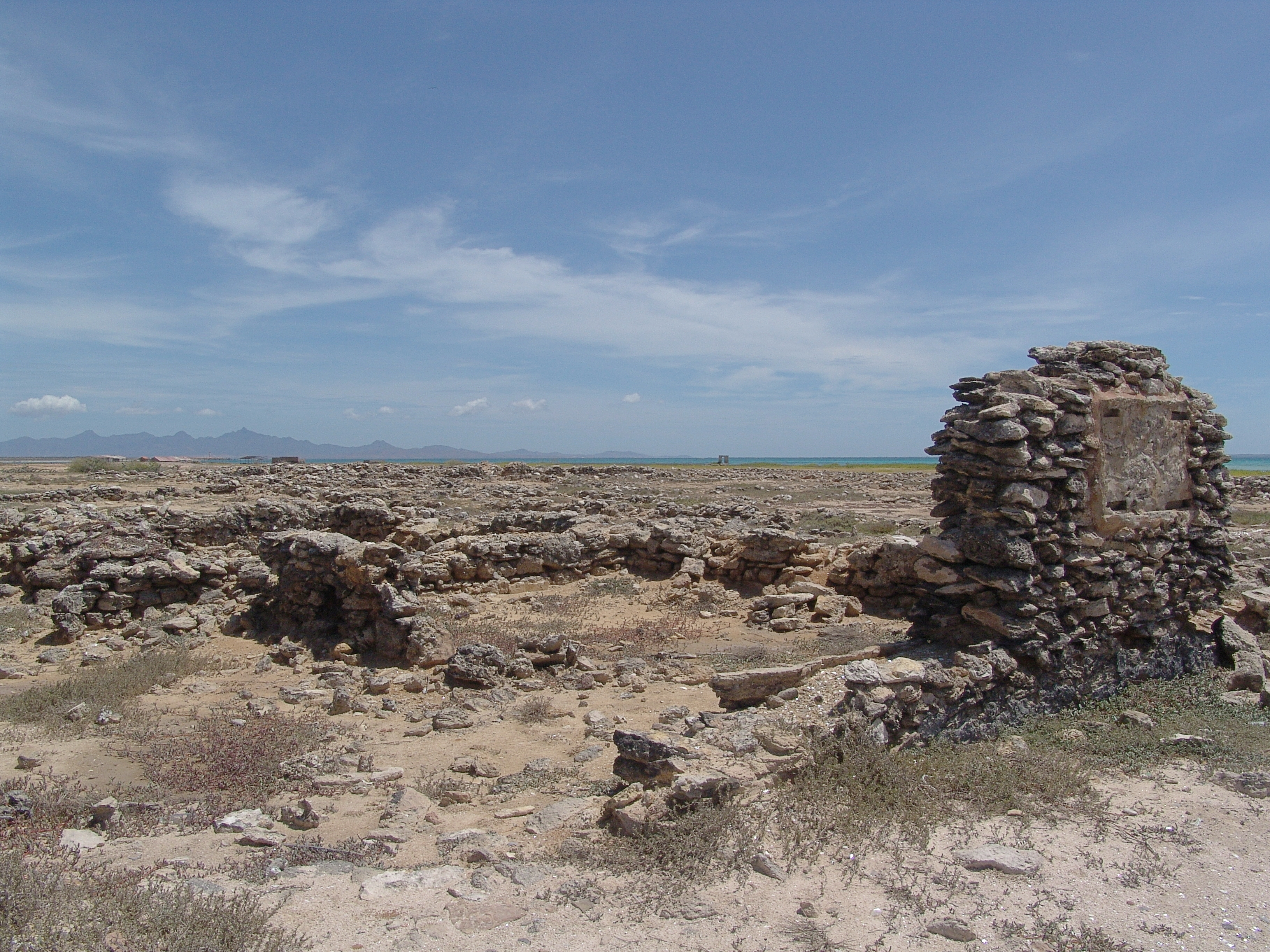
Ruinas de Nueva Cádiz, en la costa nororiental de la isla de Cubagua, estado Nueva Esparta, Venezuela.

El tercer viaje de Cristóbal Colón comenzó el 30 de mayo de 1498. Colón partió de Sanlúcar de Barrameda y llegó a la isla Trinidad a finales del mes de julio. Del 4 al 12 de agosto visitó el golfo de Paria, en la desembocadura del río Orinoco, en América del Sur. Denominó a toda esta región Tierra de Gracias, por la amabilidad de los indígenas. Supuso que había llegado a un continente por la gran cantidad de agua dulce. Así, por primera vez, se llegaba a Tierra Firme.
En su tercer viaje (1498-1500) Colón descubrió la isla Trinidad y la desembocadura del río Orinoco en Venezuela (Tierra de Gracia). Al regresar a La Española, lo tomaron preso por las quejas de los españoles descontentos con su mando. Regresó encadenado a España, donde la reina Isabel lo liberó.
Posteriormente, recorrió y exploró las tres islas del actual estado de Nueva Esparta, Venezuela. A la isla principal la llamó Asunción, las otras son las actuales Cubagua y Coche. Más tarde, Cristóbal de la Guerra le cambió el nombre a La Asunción por el de isla Margarita, por la gran cantidad de perlas que había.
Finalmente arribó a La Española. En esta isla los españoles se habían sublevado por la falta de riquezas que supuestamente encontrarían. En una de las negociaciones, Colón propuso a un grupo de españoles el regreso a Cubagua para el tráfico de perlas. Se fundó un asentamiento perlífero y más tarde, en 1528, de él nació la primera ciudad fundada por españoles en continente americano, Nueva Cádiz.
A la llegada del administrador real, Francisco de Bobadilla, Colón fue arrestado. Retornó a España, el 25 de noviembre de 1500, fue puesto en libertad, pero perdió su prestigio y sus poderes.

### Cuarto viaje

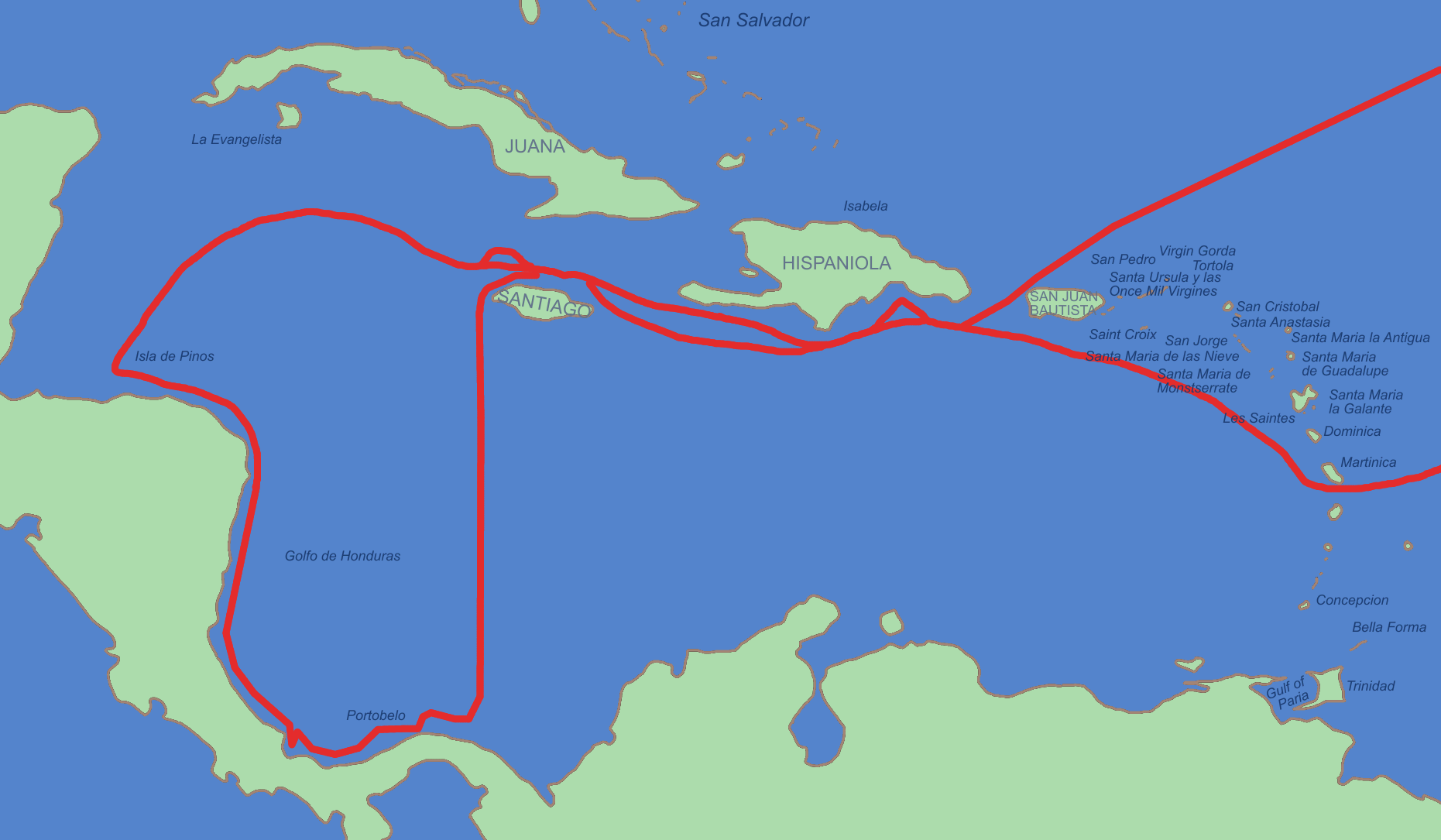
Cuarto viaje

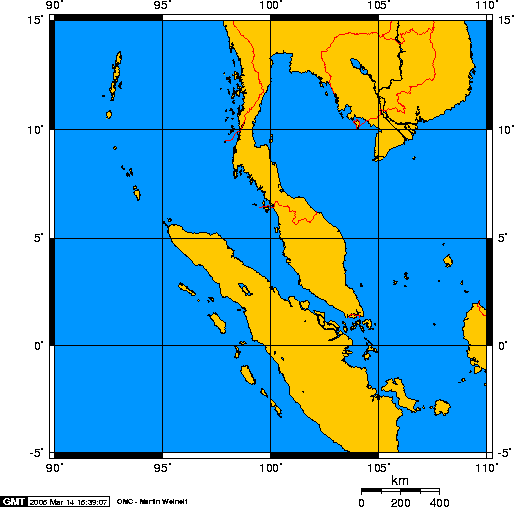
Estrecho de Malaca. Este estrecho era el que buscaba Colón en su cuarto viaje, creía que había llegado a Asia, y lo necesitaba para llegar a las Indias.

Pese a los problemas por la pérdida de sus poderes, Colón inició el cuarto y último viaje, aunque con una serie de prohibiciones, como la de tocar tierra en La Española. El objetivo de este viaje era encontrar un estrecho, el Estrecho de Malaca, que le permitiera llegar a las Indias, al oeste de las islas Antillas, ya que se veía que éstas no lo eran aunque no podían quedar muy lejos de las tierras por él descubiertas. Salió del puerto de Cádiz con dos carabelas y dos navíos: La Capitana, La Gallega, La Vizcaína y el Santiago de Palos, el día 11 de mayo. Pasando por Canarias, llegó a las Indias en 30 días.
En su cuarto viaje (1502-1504) Colón exploró las costas de América Central (Honduras, Nicaragua, Costa Rica y Panamá).
Por los problemas surgidos en La Española, Nicolás de Ovando, nuevo gobernador de la colonia, no permitió que Colón desembarcase a pesar de una inminente tempestad y que cambiase uno de sus buques por otro de mejores condiciones. Colón capeó como pudo el temporal y pasó a Jamaica, aunque la tormenta no le dejó hasta el 12 de septiembre, 88 días de tormenta.
Siguiendo al oeste, descubriendo la isla de Guanaja, en la costa de Honduras, en América Central, encontró una embarcación con mercaderes mayas que le ofrecieron cacao. En la Punta Cajina (hoy Punta Trujillo) los tripulantes descendieron de sus naves para asistir a la primera misa católica celebrada en la tierra firme de América el 14 de agosto Continuó al este y lo sorprendió un huracán, durante varias semanas las 4 naves fueron sacudidas por la tormenta y el 12 de septiembre doblaron un cabo. Allí se calmó la tormenta y Colón lo bautizó como Cabo Gracias a Dios, en la costa de Honduras, por decir «Gracias a Dios que al fin salimos de esas honduras» y de allí navegó hacia el sur.
Varias expediciones siguieron a los cuatro viajes colombinos. Fueron los Viajes Menores, los cuales permitieron reconocer la existencia del continente Americano y explorar toda la costa de Venezuela.

## Los viajes menores o andaluces
En 1499 la Corona española decidió poner fin al monopolio que tenía Colón sobre las navegaciones a las Indias y abrió el negocio a otros navegantes y empresarios. Esto dio lugar a la realización de una serie de expediciones denominadas «viajes menores», «viajes de reconocimiento y rescate» o también «viajes andaluces», ya que todos se organizaron y partieron desde Andalucía y los que participaron en ellos residían mayoritariamente en esa región de España.
Entre los muchos marinos se destacaron: Pedro Alonso Niño, descubridor de las costas de golfo de Paria, en Venezuela; Andrés Niño, descubridor de las costas centroamericanas; Bartolomé Ruiz, descubridor y navegante del Océano Pacífico que integró como piloto la famosa expedición de Francisco Pizarro de los Trece de la Fama; fray Antonio de Olivares, fundador de la ciudad de San Antonio de Texas; Alonso Vélez de Mendoza, repoblador de la isla de Santo Domingo; Diego García de Moguer que tomó parte en el primer viaje alrededor del mundo junto a Magallanes; Juan Ladrillero, considerado el otro descubridor del Estrecho de Magallanes y Vicente Yáñez Pinzón, descubridor del Brasil, Juan Rodríguez Mafra que participó como piloto de la Nao San Antonio en el viaje de la primera vuelta al mundo.

## Consecuencias

Mapa de Martin Waldseemüller de 1507, el primero en incluir el topónimo «América» para denominar lo que se conoce como América del sur. Posteriormente, en 1538, Gerardus Mercator extendió el nombre a todo el continente en sus mapas.

La llegada de Cristóbal Colón a América está considerada como uno de los hechos más importantes de la historia universal por las consecuencias que tuvo y debe relacionarse con el primer viaje alrededor del mundo realizado por la tripulación de Fernando de Magallanes pocos años después, que abrió paso a los viajes de exploración y conquista europeos.

### Consecuencias a largo plazo

Américo Vespucci despierta «America», grabado del 1638

La llegada de Cristóbal Colón permitió el comienzo de la conquista de América, cuya primera campaña fue la que los españoles emprendieron en Cuba, por Velázquez. A ella siguieron las dos más importantes: la del Imperio azteca, por Hernán Cortés y la del Imperio inca (por Francisco Pizarro) así como otras hasta su finalización definitiva tras los decretos del rey Felipe II de abolición de la conquista. A partir de ellos comenzó la «colonización de América», en la que intervinieron también portugueses, ingleses, holandeses y franceses.
El contagio de las enfermedades que los europeos llevaron consigo (viruela, tifus, fiebre amarilla, etc.) produjo un colapso de la población indígena de América, con gran impacto en la mortandad. Igualmente vinieron enfermedades de las Américas como la en su día temida sífilis que diezmó la población europea desde las posesiones españolas en Italia en 1494.
Si bien todas las potencias europeas impusieron obligatoriamente sus idiomas en sus respectivos territorios, debido a la hegemonía que sobre América ejercieron España y Portugal predominaron el idioma español y portugués en sus respectivas zonas de influencia. España, empero, permitió la utilización de varios idiomas indios como el quechua y el guaraní. Por su parte la religión católica pasó a ser oficial y la conversión de los indígenas fue una de las causas de la conquista; además se generó una población con altos niveles de mestizaje genético y cultural entre los pueblos originarios, los europeos y los africanos subsaharianos.
La principal riqueza generada por los territorios españoles en América fue la extracción del oro y la plata. Inicialmente los españoles encontraron sobre todo oro, y las cantidades enviadas a España fueron pequeñas: hasta 1514 llegaron unos 40 000 o 50 000 pesos anuales desde la Española, otros 11 000 desde San Juan y cantidades menores desde Cuba y Tierra Firme. La conquista de los imperios azteca e inca deparó puntualmente grandes botines de oro. Sin embargo fue la puesta en explotación de minas de plata en México y, sobre todo, en Potosí a partir de 1545 lo que multiplicó la producción y exportación de metales preciosos. Se ha calculado que hasta 1660 se enviaron a España unas 16 600 toneladas de plata y 181 toneladas de oro, incluyendo tanto las remesas de particulares como los impuestos a la Corona. Esto desató una revolución de precios en Europa y permitió a la Monarquía Hispánica financiar las numerosas guerras en que se vio envuelta. No obstante, la mayor parte de la plata y del oro, en torno al 80 %, se quedó en la América española.
Otra importante consecuencia de la llegada de los europeos a América fue la asimilación y la difusión mundial de los alimentos que habían sido consumidos por las culturas americanas y que hoy se estima constituyen el 75 % de base alimentaria que consume la Humanidad. Ellos son el maíz, la batata, la calabaza, el tomate, el chocolate, el cacahuate o maní, la vainilla, los ajíes, la palta o aguacate, todos estos originarios de Mesoamérica, con justa razón nombrada por los conquistadores «el cuerno de la abundancia», y la papa (o patata como se denomina en España) originaria de los pueblos nativos de los Andes. Otros productos importantes originarios de América son la goma y el tabaco.
Por otro lado, los españoles primero y los europeos después llevaron consigo a América animales tan útiles como el caballo, el burro, el asno y demás ganado como la vaca castellana, el buey, la oveja y animales de granja como el cerdo, la gallina/gallo, el conejo... Así como ciertos árboles frutales, la cebada, la avena, el centeno y el trigo de la península ibérica y la caña de azúcar de la islas Canarias o Madeira, que tanto éxito tuvo en el Caribe o el mismísimo café de las colonias portuguesas en África.
La llegada de Colón a América causó también una gran expansión de la navegación y el comercio entre los pueblos, que se volvió mundial.
Los colonos ingleses en América terminaron organizando a partir de 1776 un nuevo tipo de sociedad a partir de conceptos novedosos como independencia, constitución, federalismo y dieron origen a los Estados Unidos de América que, en el siglo XX, reemplazó a Gran Bretaña como potencia mundial dominante.

No todo fue horror: sobre las ruinas del mundo precolombino los españoles y los portugueses levantaron una construcción histórica grandiosa que, en sus grandes trazos, todavía está en pie. Unieron a muchos pueblos que hablaban lenguas diferentes, adoraban dioses distintos, guerreaban entre ellos o se desconocían. Los unieron a través de leyes e instituciones jurídicas y políticas pero, sobre todo, por la lengua, la cultura y la religión. Sí las pérdidas fueron enormes, las ganancias han sido inmensas.

Para juzgar con equidad la obra de los españoles en México hay que subrayar que sin ellos ―quiero decir: sin la religión católica y la cultura que implantaron en nuestro país― no seríamos lo que somos. Seríamos, probablemente, un conjunto de pueblos divididos por creencias, lenguas y culturas distintas.
Octavio Paz, 1995

## El debate terminológico
La expresión «descubrimiento de América» para referirse a la llegada de Cristóbal Colón al continente americano es criticada por diversos sectores, culturas y estudiosos, dando lugar a un amplio y apasionado debate. Esta confrontación ha estado íntimamente vinculada al uso de los términos Día de la Raza, Día de la Hispanidad, Día de la Resistencia Indígena y otros creados para referirse al mismo suceso. El debate se generalizó en 1992, con ocasión del V centenario de la llegada de Colón a América.
El filósofo argentino Santiago Kovadloff dijo a este respecto:

Se aproxima un nuevo 12 de octubre y aún perduran los ecos de la polémica desatada en 1992. Al cumplirse los quinientos años de la llegada de los españoles a América estalló la discusión, hasta allí quizá menos estridente pero no menos apasionada. ¿Cómo debía designarse lo sucedido? ¿Descubrimiento? ¿Encuentro de culturas? ¿Usurpación? ¿Conquista? Una gama de posibilidades e imposibilidades interpretativas se viene desplegando con fervor desde entonces hasta hoy. El desacuerdo alentó confrontaciones interminables. Si la trascendencia del acontecimiento evocado resulta indiscutible, su caracterización, por uno u otro motivo insatisfactoria, prueba la dificultad para generar consenso donde tanta falta hace. Después de todo, si cabe a los nombres, como enseña Aristóteles, enunciar las propiedades de las cosas, la desorientación para lograr convergencias en esta materia evidencia que, aún ahora, aquellos a quienes la cuestión compete siguen hablando de cosas distintas.
Santiago Kovadloff

Se han desarrollado diversas posiciones sobre la manera de denominar el acontecimiento:
- Postura tradicional: es la postura mayoritaria, que se ha usado desde fines del siglo XVI, primero en la cultura occidental y luego se ha extendido en todo el mundo, que utiliza el término «descubrimiento de América», para referirse exclusivamente al acto realizado por Colón el 12 de octubre de 1492, al llegar a la isla Guanahaní conduciendo la expedición española embarcada en las famosas tres carabelas, en su primer viaje. La postura tradicional tiene su origen en el «mito del piloto original» ya presente en los testimonios del padre Bartolomé de las Casas, luego modificado por Fernando Colón en la biografía de su padre, Vida del almirante, publicada en 1571 (ver O’Gorman).
  - Postura tradicional ampliada: sin abandonar la postura tradicional, discute el alcance original, y sostiene que el término debe extenderse a todos los viajes de Colón a América, o sea, a sus cuatro viajes ya que entiende el término «descubrimiento de América» no como un acto sino como una etapa, la primera de la expansión ultramarina de Europa, sucedida luego por otras dos etapas: la conquista y la colonización.
  - Postura tradicional modificada: sostiene que es incorrecto aplicar el término «descubrimiento de América» a ninguno de los actos realizados por Colón y sus hombres, y que dicha denominación debe reservarse al momento que el primer europeo «descubrió» que Colón había llegado a tierras desconocidas hasta entonces para las culturas europeas, africanas, asiáticas y polinésicas del siglo XV. Este momento también se encuentra discutido, pero existe cierto consenso en atribuírselo al italiano Américo Vespucio a partir de cuyo nombre los europeos denominaron «América» a ese continente.
- Postura cronológica: sostiene que el término «descubrimiento», a secas, o «primer descubrimiento», debe ser reservado para el primer ser humano en realizarlo, y en el caso en debate, para los primeros seres humanos en poblar el continente americano y es la utilizada por algunos arqueólogos, antropólogos e historiadores, como por ejemplo William Dancey (de la Universidad de Ohio).[48] y que admite denominaciones sucesivas como «primer descubrimiento», «segundo descubrimiento», «tercer descubrimiento», «cuarto descubrimiento», de América, para referirse a las llegadas de los primeros seres humanos, y luego de los inuit, vikingos/europeos y españoles/europeos, respectivamente.
  - Postura cronológica modificada europea vikinga: rechaza la aplicación del término «descubrimiento de América» para la llegada de Colón porque sostiene que los primeros europeos en llegar a América fueron los vikingos, debiendo aplicarse el término a la llegada a América de Leif Eriksson en 985 (ca.).
  - Postura cronológica modificada europea moderna: sostiene que hubo otros europeos modernos que descubrieron América antes de la llegada de Colón, como la hipótesis de Alonso Sánchez de Huelva.
  - Postura cronológica modificada no europea: sostiene que antes que ningún pueblo europeo hubo otros pueblos no europeos en llegar a América luego de los siberianos e inuit. Los casos varían entre chinos, polinésicos, fenicios, egipcios, mandingos y marroquís.
- Postura etnológica: sostiene que puede considerarse «descubrimiento» al realizado por cada cultura o etnia en condiciones de aislamiento. De este modo tanto la llegada original de los siberianos a América y en algún momento de otras etnias, como las posteriores de los inuit, los vikingos y los españoles, significaron un «descubrimiento» para cada una de esas etnias o culturas. En este caso, propone adicionar al término «descubrimiento» la etnia o cultura para la que es significativa, hablando de «descubrimiento de América por los vikingos» o «descubrimiento de América por los europeos medievales», etc.[n. 7] Un ejemplo de esta postura es el libro The American Discovery of Europe (El descubrimiento americano de Europa), de Jack D. Forbes, 2006. Esta postura abrió camino también al concepto de «descubrimiento de Europa» por parte de las culturas indígenas, cuya existencia también desconocían, concepto que utilizan algunos historiadores como Daniel Richter (Universidad de Pensilvania, en Native American Discoveries of Europe) o el Estado de Chile que denomina al 12 de octubre como Día del Descubrimiento de Dos Mundos.
- Postura pluralista: acepta que para diversos grupos sociales, étnicos, lingüísticos y culturales, el término «descubrimiento de América» tiene múltiples acepciones, sin tomar partido por ninguna.
- Postura indigenista/anticolonialista: es sostenida por varios pueblos indígenas americanos que cuestionan el término «descubrimiento de América» por considerarlo una denominación eurocéntrica, que ignora la presencia de sus antepasados en América al momento de la llegada de los españoles, dando prioridad a la idea de América como «tierras» antes que como pueblos, con el fin de legitimar culturalmente la posterior dominación y colonización de la que fueron objeto. Con esta postura coinciden los sectores opuestos al colonialismo y al neocolonialismo para quienes el término es una expresión de colonialismo cultural. En general han propuesto términos alternativos como «invasión de América», o «Día de la Resistencia», entre otros.
- Postura hispanista: rechaza como acto de «indigenismo» (en sentido peyorativo) y considera un ataque contra la Hispanidad, todo cuestionamiento al término «descubrimiento de América» que no signifique llegada de los españoles a América con Colón. Para esta postura el término y el hecho que expresa, está vinculado a la superioridad de la cultura hispana, occidental y cristiana, sobre las demás. Estuvo originalmente vinculada a la invención en 1915 del controvertido «Día de la Raza» como Día de la Hispanidad y de la Raza Española, para el 12 de octubre, aunque luego varios países atemperaron su significado para relacionarlo con una supuesta raza mestiza. Fue difundida intensamente por algunos gobiernos latinoamericanos en los años setenta.
- Postura conciliatoria: propone conciliar las posturas indigenista/anticolonialista con la hispanista, sosteniendo que antes que poner el acento en la mayor o menor violencia que pudiera haber caracterizado la llegada de los españoles a América, lo que se debe destacar es el hecho del encuentro entre dos grupos de culturas humanas que habían vivido separados por milenios. Propone denominar «Encuentro de Dos Mundos» o «Encuentro de Dos Culturas», al hecho de la llegada de Colón a América.[50]
- Posturas nacionales: estas posturas han comenzado a aparecer como posturas oficiales frente al 12 de octubre de 1492 y su denominación, en muchos casos rechazando o limitando la denominación «descubrimiento de América». En Argentina, por ejemplo, para el INADI (Instituto Nacional contra la Discriminación) «la idea de descubrimiento y el elogio de la conquista española» es violatoria de la Convención sobre Eliminación de toda Forma de Discriminación Racial y constituye un acto de discriminación.[51]

## Conmemoraciones del descubrimiento
Hasta el siglo XIX la efeméride del descubrimiento pasó relativamente desapercibida. La primera gran celebración oficial internacional tuvo lugar en 1892, con la Celebración del IV Centenario del Descubrimiento de América.
Un siglo más tarde, en 1992, tuvo lugar la Celebración del V Centenario del Descubrimiento de América concentrando gran número de actos conmemorativos y debates sobre el significado y consecuencias del acontecimiento. España organizó la Exposición Universal de Sevilla, que coincidió en el tiempo con la celebración de las Olimpiadas de Barcelona. Los Lugares colombinos protagonizaron actuaciones de restauración en sus principales monumentos y se hizo un viaje repitiendo el primer viaje de Cristóbal Colón a América con réplicas de los navíos originales (la Pinta, la Niña y la Santa María) construidos en los astilleros de ribera españoles de Isla Cristina, Cartagena y Barcelona respectivamente, con métodos artesanales.
En el año 2017 se desarrollaron las celebraciones del 525º aniversario del Descubrimiento de América. Para tal fin, la Diputación de Huelva organizó una Comisión encargada del desarrollo de actividades culturales, deportivas, académicas, turísticas, institucionales y de sensibilización ciudadana, bajo la denominación de 525 aniversario del encuentro entre dos mundos. En los Lugares colombinos las celebraciones locales se denominan 525 Aniversario del Descubrimiento de América y contempló multitud de actos conmemorativos, rememorando la participación clave de Palos de la Frontera, su monasterio de La Rábida y Moguer en el Descubrimiento de América.

## Miscelánea: viajeros y asentamientos anteriores a Colón
Las dos únicas evidencias firmes de asentamientos son la encontrada de los vikingos, y la de las poblaciones del norte de Siberia; las teorías de arribo de polinesios cuentan con cierto consenso científico, pero son más disputadas por carecer de vestigios arqueológicos directos y estar basadas en pruebas indirectas de difícil datación, como la difusión de alimentos o de culturas materiales. Los vikingos se establecieron temporalmente en Groenlandia en los siglos X y XI, y desde allí exploraron la costa atlántica norte de América, fundando el asentamiento vikingo de L'Anse aux Meadows, en Terranova. Este asentamiento fue establecido en el año 1021, y suele identificarse con la Vinlandia descrita en las sagas nórdicas. El asentamiento fue abandonado unos diez años después de su fundación sin aparente repercusión en las poblaciones locales. Las poblaciones indígenas de Siberia y Alaska participaron de un cierto intercambio comercial a través del estrecho de Bering, intercambiaban objetos de bronce, obsidiana, y metales que han sido hallados en excavaciones arqueológicas en Alaska posiblemente relacionadas con poblaciones ancestrales inuit. Finalmente, en la costa del Pacífico, se ha sugerido que ciertas evidencias materiales y genéticas, en ambos casos disputadas, podrían apuntar a que pequeños grupos de navegantes malayo-polinesios pudieron arribar a las costas del Pacífico de América del Sur antes de la llegada de Colón. Ninguno de estos grupos tuvieron un impacto permanente, por lo que no suelen considerarse como parte de un «descubrimiento» consciente de una civilización por parte de otra civilización.
El resto de teorías de contactos precolombinos son altamente especulativas, y carecen de consenso científico. Se ha especulado con un posible origen africano del pueblo olmeca, hipótesis de origen racista basada en los supuestos rasgos «negroides» de algunas esculturas olmecas, y que posteriormente fue abrazada por ciertas corrientes afrocentristas. Las pruebas genéticas han demostrado que las poblaciones olmecas no están relacionadas con las poblaciones africanas, y las supuestas evidencias antropológicas han sido descritas como basadas en «juicios superficiales y conclusiones erróneas.» También se ha especulado con contactos precolombinos por parte de navegantes o exploradores chinos, japoneses, indios, fenicios, egipcios, romanos, celtas, judíos,, árabes y viajeros africanos del imperio de Malí. Ninguna de estas hipótesis cuenta con consenso científico, y suelen ser consideradas como pseudoarqueología y pseudohistoria.